# Red Gee
Red Gee ist ein Schweizer Rapper aus Basel.

## Biografie
Die ersten 10 Jahre befasste sich "RedGee" mit den Kunstformen "BBoying" und "Writing". 1987 gründete er mit "Senor" und "Magoo" die "FunkyFreshCrew", welche später zur Kult-Posse "8513" heranwuchs. Zusammen mit BBoy "Rey" begleitete "Red" in den frühen 90er die Rapformation "The Notorious Notators / TNN", welche ursprünglich aus "Kalmoo, JS One, BBA, Roofless Roos & DJ Philister" bestand. "TNN" entstand aus der "TSB Crew/The Slum Brothers" und "8513-Posse". Bei der Künstlervereinigung "Be4Real", die "RedGee" mitbegründet hat, förderte er Basler Nachwuchskünstler in verschiedenen HipHop-Work Shops. Als Ideengeber war "RedGee" am Hip-Hop-Theaterprojekt "Gleis X" beteiligt. Gemeinsam mit "The Juice" organisierte "RedGee" Events in Basel, deren Ziel die Fusion der Basler HipHop- und RnB-Szene war. 1996 wechselte "RedGee" die Kunstform und fing mit dem "MCing" an. Beim "Theater Basel" teilte er mit "Tarek" und "BlackTiger" die Bühne und das Mikrofon (Stück "Vinny"). Danach erschien "RedGee" häufig auf Tonträgern anderer Rapper und Produzenten in der Schweiz. Seit 2010 trifft man "RedGee" als "DJ Giddla" in Clubs an. Er spielt klassischen Rap, Neosoul, Funk und Afrobeats.

## Diskografie
- 1998: feat. auf DJ Dimos`s Sampler - Homework
- 1998: Groovemaischter (Single Black Tiger)
- 2001: feat. auf Vasi`s Sampler - diräggt us em milieu
- 2002: 3x20 Red Gee (Single feat. Underclassmen)
- 2005: feat. auf DJ ACE`s LP - Jetzt Ich!
- 2007: feat. auf Kalmoo`s LP - Alli wänn Antworte
- 2007: feat. auf DJ ACE`s LP - Jetzt Du!
- 2008: feat. auf Bensch & DJ Rafoo`s Sampler - „Who Is Who“
- 2010: Red wär...?! (LP)
- 2011: feat. auf Einzelgänger`s LP - Dr Wäg vo mim Gaischt
- 2013: 1 City 1 Song ein Track von 147 Rapperinnen und Rappern, 32 Beats, 11 Produzenten und 7 DJs aus der Region Basel
- 2018: Trash-Talk und Nonsens zum Mäntig (Solo-EP)
- 2021: RDG (LP) feat. Clue`56, Sharp de Bräzl, Kush-Karisma, Chilz, Kalmoo, Zako MC, ChangKeeJazz, M-Skills, E-Light, Fuxxx, D.Double